# Annette Bach
Annette Bach  (geb. vor 1920 in Hamburg, gest. im 20. oder 21. Jahrhundert) war eine deutsche Filmschauspielerin.

## Leben
Die gebürtige Hamburgerin spielte 1940 in dem antisemitischen Nazi-Spielfilm Jud Süß eine kleine Rolle. Kurz darauf ging sie nach Italien, wo sie die weibliche Hauptrolle in Il mercante di schiave erhielt. Bis 1950 spielte sie in sieben weiteren italienischen Filmproduktionen in führenden Rollen mit.
Bach wurde Mutter einer Tochter namens Annette, die als Schriftstellerin und Fotografin arbeitete. Sie ist mütterlicherseits die Großmutter des 1962 geborenen italienischen Künstlers Carlo Rea.

## Filmografie
- 1940: Jud Süß
- 1942: Il mercante di schiave
- 1942: Verschlossene Lippen (Labbra serrate)
- 1943: Tutta la vita in ventiquattr'ore
- 1946: Pronto chi parla?
- 1946: Verschwörung gegen Tod und Hölle (Amanti in fuga)
- 1947: Der weisse Teufel (Il diavolo bianco)
- 1948: L'uomo dal guanto grigio
- 1950: Wenn die Liebe stirbt (Duello senza onore)